# Даффи, Стелла
Стелла Фрэнсис Сайлас Даффи (англ. Stella Frances Silas Duffy; род. 2 марта 1965, Лондон, Англия, Великобритания) — британско-новозеландская писательница и театральный режиссер.

## Биография
Стелла Даффи родилась 2 марта 1965 года в Лондоне, Англия, Великобритания. Она была старшим из семи детей своих родителей. В 1970 году семья переехала в Новую Зеландию, где Даффи и жила до своего возвращения в Лондон. Изучала английскую литературу в Университете Виктории в Веллингтоне.
Стелла Даффи исповедует буддизм и является лесбиянкой; со своей с 2005 года женой Шелли Сайлас (род. 1959) она проживает в Ламбете.
Является основателем и содиректором кампании «Fun Palaces».
Как актриса Даффи дебютировала в 1997 году в одном из эпизодов сериала «Чисто английское убийство». Второй раз на экранах появилась в фильме «How to Write A Mills and Boon» в 2001. В 2008 году написала сценарий к документальному фильму BBC «Time Shift».
В 2015 году выступила на одном из первых заседаний недавно созданной политической партии «Women's Equality Party».
В 2016 году Стелла Даффи была удостоена Ордена Британской Империи (OBE) за заслуги в области искусства.

## Творчество
Первая книга Даффи — детективная история «Календарная девушка» — моментально принесла писательнице образ уверенной в себе, талантливой, неординарной женщины.
Помимо многочисленных статей для газет и журналов, пьес и проектов на радио, Даффи написала 5 детективных романов — Calendar Girl (1994), Wavewalker (1996), Beneath the Blonde (1997), Fresh Flesh (1999), Mouth of Babes (2005) и 5 любовных романов, 3 из которых приобрели огромную известность в России, — Singling Out the Couples (1998), Eating Cake (1999), Immaculate Conceit (2000), State of Happiness (2004).
В 2002 году получила премию Macallan Short Story Dagger за рассказ «Martha Grace». Роман «Singling out the Couples» был внесен в шорт-лист премии James Tiptree Jr Memorial Award в 1999 году. Роман «State of Happiness» был включен в лонг лист премии Orange Prize в 2004 году; в 2008 году в лонг лист Orange Prize вошел роман «The Room of Lost Things». Дважды получала премию Stonewall Writer of the Year: в 2008 за роман «The Room of Lost Things» и в 2010 году за роман «Theodora, Actress, Empress, Whore».
Вела колонку в The Guardian. Также работала на Radio Four, BBC.
в 2018 году издательством HarperCollins был опубликован детективный роман «Money in the Morgue» Найо Марш, который та начала писать в 1940-х, но так и не закончила; это сделала Стелла Даффи. В 2019 году было объявлено, что «Money in the Morgue» номинируется на Премию Найо Марш как лучший детективный роман года. Однако «Money in the Morgue» проиграл роману Фионы Кидман «This mortal boy».